# Двести пятьдесят тысяч рублей
Две́сти пятьдеся́т ты́сяч рубле́й (250 000 рубле́й) — денежный знак, выпускавшийся в Азербайджанской Социалистической Советской Республике и в ЗСФСР в период гиперинфляции начала 1920-х годов.
Банкноты номиналом в 250 000 рублей выпускались двух видов — в 1922 году в Азербайджанской ССР и в 1923 году в ЗСФСР.

## Характеристики банкнот

### 250 000 рублей Азербайджанской ССР

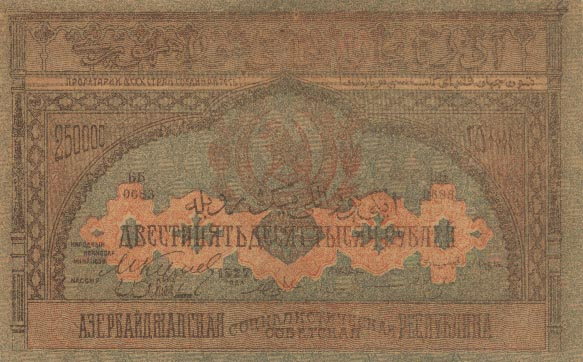
Двести пятьдесят тысяч рублей 1922 года (лицевая сторона)
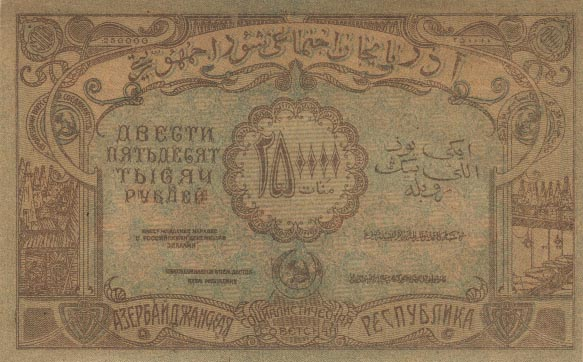
Двести пятьдесят тысяч рублей 1922 года (оборотная сторона)

### 250 000 рублей ЗСФСР
На аверсе изображался номинал цифрами и прописью и предупредительные надписи.
На реверсе отображался номинал цифрами и прописью, герб ЗСФСР, растительные орнаменты.

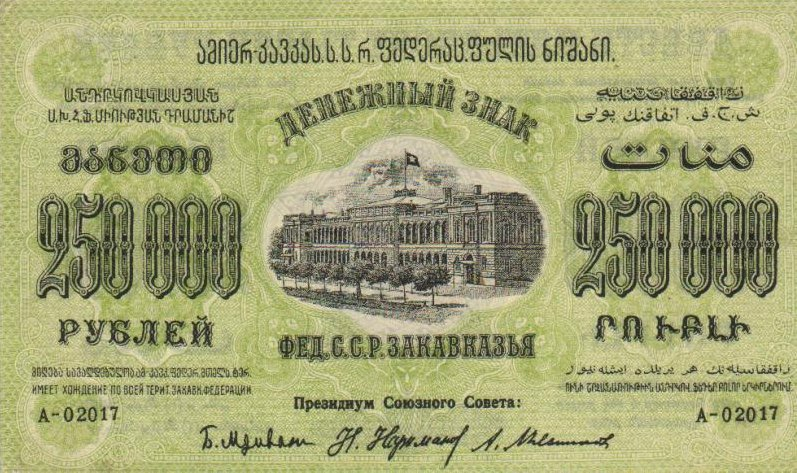
Двести пятьдесят тысяч рублей 1923 года (лицевая сторона)
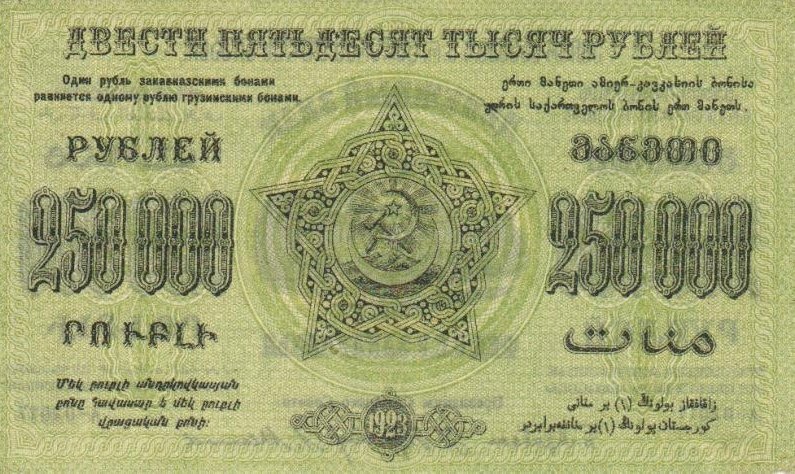
Двести пятьдесят тысяч рублей 1923 года (оборотная сторона)